# Commerce, Texas
Commerce là một thành phố thuộc quận Hunt, tiểu bang Texas, Hoa Kỳ. Năm 2010, dân số của xã này là 8078 người.

## Dân số
- Dân số năm 2000: 7669 người.
- Dân số năm 2010: 8078 người.